# 西前田站 (北海道)

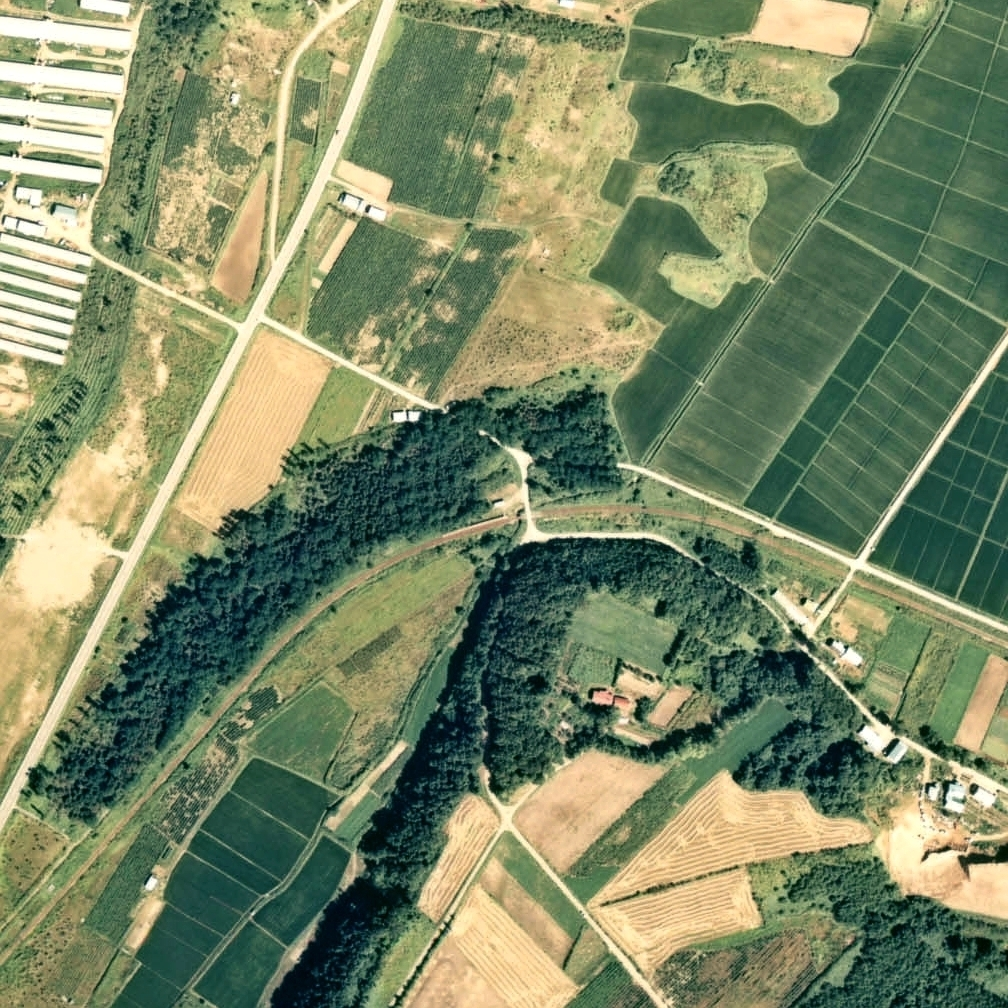
1976年的西前田站與方圓約750米範圍。左下方是岩內方向。在月台附近設有小型候車室。在圖片左下方，設有與本線並行的小林道。該處曾經為茅沼炭礦專用鐵道之路軌蹟。該鐵路從岩內站出發，並行一段距離後分途行走。

西前田站（日语：／ Nishi-Maeda eki */?）是位於北海道岩內郡共和町梨野舞納，日本國有鐵道的岩內線車站（廢站）。隨著岩內線廢除，車站在1985年（昭和60年）7月1日廢除。

## 歷史
- 1963年（昭和38年）10月1日 - 西前田站啟用。當時為旅客車站。
- 1985年（昭和60年）7月1日 - 岩內線廢除，此站也廢除。

## 構造
截至車站廢除前，此站是地面車站，設有1面1線的單式月台。月台位於路軌北邊（岩內方向的列車會開啟右邊車門）。此站沒有轉轍器。月台是使用混凝土板建成。
此站是無人車站，沒有車站大樓，月台下方設有木製候車室。

## 名稱的由來
車站名稱取自所在地方「前田」之西邊而得名。

## 使用狀況
- 在1981年度（昭和56年度），1日上下車人次為2人[1]。

## 周邊
- 國道229號（日语：国道229号）

## 現況
截至1999年（平成11年），月台被草掩沒。截至2011年（平成23年），由於周邊進行道路工程，上述的草埋被修割，工程車輛通過用之道路貫穿了月台遺址，柵欄和樓梯還存在。

## 相鄰車站
日本國有鐵道
岩內線
前田－西前田－岩內